# 棋盘花属
棋盘花属（学名：Zigadenus）是百合科下的一个属，为多年生、直立草本植物。该属共有15种，分布于北美和亚洲北部及东部。